# Mihail Fokin
Mihail Fokin (francuska transliteracija Michel Fokine; engleska transliteracija ; rus. Михаи́л Миха́йлович Фо́кин, Mikhaíl Mikháylovich Fokín) (23. april (julijanski 11. april) 1880 – 22. avgust 1942) bio je ruski koreograf i baletan.

## Karijera

### Rane godine
Fokin je rođen u Sankt Peterburgu u prosperitetnoj trgovačkoj porodici i u svojoj devetoj godini bio je primljen u Carsku baletnu školu u Sankt Peterburgu (Vaganovu baletsku akademiju). Iste godine debitovao je u Talismanu u režiji Mariusa Petipa. Godine 1898, na svoj 18. rođendan, debitovao je na pozornici Carskog Marinskog pozorišta u baletu Pahita, sa Carskim ruskim baletom. Pored toga što je bio talentovan plesač, Fokin se takođe strastveno bavio slikarstvom i iskazivao talent toj oblasti. Takođe je svirao muzičke instrumente, uključujući mandolinu (svirao je na pozornici u ansamblu pod vođstvom Ginislao Parisa), domru i balalaiku (svirao je u Velikom ruskom orkestru Vasilija Andrejeva).

### Ruski balet
Godine 1909, Sergej Djagiljev pozvao je Fokina da postane rezidentni koreograf prve sezone Ruskog baleta u Parizu. U Ruskom baletu, on je sarađivao sa drugim umetnicima kako bi stvorio balet Šeherezada Nikolaja Rimskog-Korsakova, koji je premijerno izveden 1910. godine. Taj balet su inspirisale simfonijske poeme koje je komponovao Rimski-Korsakov i priča o 1001 noći. Scena koju je dizajnirao Lion Bakst odgovarala je seksualizovanoj koreografiji. Uprkos nedostatku istorijske verodostojnosti, balet je bio uspešan zbog svojih sjajnih boja, egzotičnosti i seksualnog tona. Produkcija iz 1910. godine imala je Nijinskog u ulozi Zlatnog roba.
Balet Žar ptica (1910), sa muzikom koju je komponovao Igor Stravinski, takođe je stvorio „komitet”, proces inspirisan vagnerskim pojmom Gezamtkunstverk, koji je sinteza elemenata poput muzike, drame, spektakla i plesa kako bi se stvorilo kohezivnije umetničko delo. Petruška (1912), uz muziku koju je komponovao i Stravinski i scenografiju Aleksandera Benoisa Petroučke, bila je inspirisana ruskom lutkom koja se tradicionalno pojavljivala na sajmovima maslenice (Šrovetide). U ovom baletu, Fokin je uključio ulične plesače, torbare, dadilje, izvođačke medvede, i veliki ansambl likova koji nadopuniti zaplet. Priča je bila usredsređena na zlobnog mađioničara (Enriko Čeketi) i njegove tri marionete: Petručka (Nijinski), balerinu (Tamara Karsavina) i divljeg Mura (Aleksander Orlov). Fokinov balet Le Spectre de la Rose (1911) predstavio je Nijinskog kao duha ruže datog mladoj devojci. Izlaz Nijinskog bio je prikazan kao veliki žete kroz prozor spavaće sobe mlade devojke, tempiran tako da će ga publika poslednji put vidi suspendovanog u vazduhu. Fokin je 1912. stvorio adaptaciju baleta Daphnis et Chloé. 
On je napustio je Ruski balet 1912. godine. Djagiljev je 1914. godine uverio Fokina da se vrati u Ruski balet, gde je potom stvorio balete Majdas, Legenda o Žozefu i Le Coq d'Or. Pariska premijera Zlatnog petla u izvođenju Ruskog baleta 1914. godine bila je opera-balet koji je vodio Fokin, a scenografiju je dizajnirala Natalija Gončarova.

## Literatura
- Beaumont, C. W. Michel Fokine and His Ballets. ISBN 1-85273-050-1..
- Anderson, Jack. „DANCE VIEW; Fokine -- The Undervalued Revolutionary”. The New York Times. 7. 9. 1980. стр. 8.
- "Michel Fokine|Russian Dancer and Choreographer." Encyclopædia Britannica Online. Encyclopædia Britannica. Web. February 21, 2016.
- Volkov, Solomon (1995). St. Petersburg: A Cultural History. New York: Free Press. стр. 256. ISBN 0-02-874052-1. OCLC 243825848.